# Persona
|  | Per a altres significats, vegeu «Persona (desambiguació)». |

Siluetes de persones

Una persona és un ésser, tal com un ésser humà, que té certes capacitats o atributs que li confereixen aquest caràcter. El terme és definit de manera diferent per diferents autors de diferents disciplines, i per diferents cultures de diferents llocs i èpoques.
A l'antiga Roma, la paraula «persona» (llatí) o «prosopon» (πρόσωπον, grec) originalment es referia a les màscares que duien els actors a l'escena. Les diferents màscares representaven les diverses «personae» de l'obra escènica. El concepte de «persona» fou desenvolupat més endavant durant els debats trinitaris i cristològics des del segle I al segle vi. Des de llavors, s'han produït canvis significatius pel que fa al significat de la paraula i al seu ús, i s'han fet intents de redefinir-la, amb diferents graus d'èxit i influència.
En addició a la qüestió del «caràcter de persona» –és a dir, aquella característica que fa que un ésser pugui ser considerat una persona– hi ha qüestions relatives a la identitat personal, és a dir, què fa que qualsevol persona particular sigui aquesta persona particular i no pas una altra, i què fa que una persona d'un moment determinat sigui la mateixa persona que era anteriorment, tot i els canvis que hagi pogut patir entremig.

## Identitat personal
La identitat personal és la identitat única de les persones al llarg del temps. És a dir, és el conjunt de condicions necessàries i suficients mitjançant les quals una persona en un moment donat i una persona en un altre moment donat es pot dir que són la mateixa persona, persistent al llarg del temps. En la filosofia de la ment moderna, aquest concepte d'identitat personal de vegades s'anomena com el problema diacrònic d'identitat personal. El problema sincrònic es pregunta quines propietats o trets caracteritzen una persona en un cert moment.

## Etimologia
La paraula persona ve del llatí persona, terme utilitzat per a referir-se a personatges teatrals. El llatí va adaptar aquest terme de la paraula etrusca φersu [phersu], aquesta provinent de la paraula grega πρóσωπον [prósôpon] que significa màscara.